# Ogmoderidius flavolineatus
Ogmoderidius flavolineatus är en skalbaggsart som beskrevs av Stefan von Breuning 1943. Ogmoderidius flavolineatus ingår i släktet Ogmoderidius och familjen långhorningar.
Artens utbredningsområde är Kenya. Inga underarter finns listade i Catalogue of Life.